# Seznam chráněných území v okrese Vyškov
Toto je seznam chráněných území v okrese Vyškov aktuální k roku 2010, ve kterém jsou uvedena chráněná území v oblasti okresu Vyškov.
| Kód  | Obrázek                             | Typ | Název                            | Rozloha (ha) | Galerie Commons                                                                   | Popis území | Souřadnice                       |
| ---- | ----------------------------------- | --- | -------------------------------- | ------------ | --------------------------------------------------------------------------------- | --- | -------------------------------- |
| 2405 |                                     | PP  | Baračka                          | 3,02         | Kategorie „Baračka“ na Wikimedia Commons                                          | Cenná lokalita stepní květeny | 49°7′42″ s. š., 17°1′12″ v. d.   |
| 882  |                                     | PP  | Člupy                            | 5,66         | Kategorie „Člupy“ na Wikimedia Commons                                            | Ostrůvek stepní květeny | 49°9′12″ s. š., 16°57′31″ v. d.  |
| 881  | PR Hašky                            | PR  | Hašky                            | 5,95         | Kategorie „Hašky“ na Wikimedia Commons                                            | Bohatá lokalita stepní květeny | 49°9′27″ s. š., 17°2′50″ v. d.   |
| 1472 | PP Hrubá louka                      | PP  | Hrubá louka                      | 1,10         |                                                                                   | Zalesněný svah s výskytem vstavačovitých | 49°6′40″ s. š., 16°59′6″ v. d.   |
| 1473 | Hřebenatkový útes                   | PP  | Hřebenatkový útes                | 0,03         | Kategorie „Hřebenatkový útes“ na Wikimedia Commons                                | Zbytek bradla litavských vápenců, paleontologická lokalita | 49°11′34″ s. š., 16°54′2″ v. d.  |
| 1474 | Jalový dvůr                         | PP  | Jalový dvůr                      | 22,34        | Kategorie „Jalový dvůr“ na Wikimedia Commons                                      | Heršpický rybník - refugium obojživelníků a přilehlá stráň s teplomilnou květenou | 49°6′51″ s. š., 16°55′46″ v. d.  |
| 1475 |                                     | PP  | Kuče                             | 5,79         | Kategorie „Kuče“ na Wikimedia Commons                                             | Travnatá stráň s teplomilnou květenou | 49°9′17″ s. š., 17°9′34″ v. d.   |
| 5976 |                                     | PP  | Letiště Marchanice               | 34,1649      |                                                                                   | Ochrana evropsky významného druhu sysel obecný a jeho biotopu | 49°17′52″ s. š., 17°1′21″ v. d.  |
| 702  | NPP Malhotky                        | NPP | Malhotky                         | 9,47         | Kategorie „Malhotky“ na Wikimedia Commons                                         | Lesostep přecházející v teplou doubravu,lokalita třemdavy bílé | 49°8′54″ s. š., 17°3′17″ v. d.   |
| 701  | Mrazový klín                        | PP  | Mrazový klín                     | 0,10         | Kategorie „Mrazový klín“ na Wikimedia Commons                                     | Ukázka periglaciálního větrání | 49°10′24″ s. š., 16°55′1″ v. d.  |
| 1477 | Mušenice                            | PR  | Mušenice                         | 14,30        | Kategorie „Mušenice“ na Wikimedia Commons                                         | Suchá stráň s teplomilnými společenstvy | 49°6′59″ s. š., 16°56′32″ v. d.  |
| 1478 | PP Nad Medlovickým potokem          | PP  | Nad Medlovickým potokem          | 0,42         | Kategorie „Nad Medlovickým potokem“ na Wikimedia Commons                          | Svahy s teplomilnou květenou | 49°15′45″ s. š., 17°6′13″ v. d.  |
| 1479 | Popis obrazku                       | PP  | Návdavky u Němčan                | 1,87         | Kategorie „Návdavky u Němčan“ na Wikimedia Commons                                | Ostrůvek teplomilné vegetace | 49°9′22″ s. š., 16°55′23″ v. d.  |
| 1480 | Popis obrazku                       | PP  | Pahorek                          | 7,87         | Kategorie „Pahorek (přírodní památka)“ na Wikimedia Commons                       | Stepní stráň s teplomilnou květenou | 49°13′59″ s. š., 17°2′15″ v. d.  |
| 1481 | Panská skála                        | PP  | Panská skála                     | 2,34         | Kategorie „Panská skála (natural monument, Vyškov District)“ na Wikimedia Commons | Opuštěný zatopený lom, refugium obojživelníků | 49°13′55″ s. š., 16°51′36″ v. d. |
| 2205 |                                     | PR  | Podsedky                         | 2,29         | Kategorie „Podsedky“ na Wikimedia Commons                                         | Zachování fragmentů stepní vegetace svazů Arrhenatherion a Bromion erecti | 49°8′59″ s. š., 17°11′14″ v. d.  |
| 5854 | sad na území PP Polámanky           | PP  | Polámanky                        | 11,7982      | Kategorie „Polámanky“ na Wikimedia Commons                                        | Xerotermní společenstva suchých stepních trávníků a facie křovin na vápnitých podložích s řadou ohrožených a zvláště chráněných druhů rostlin, na něž jsou vázány význačné druhy bezobratlých živočichů                                                 | 49°5′21″ s. š., 16°52′27″ v. d.  |
| 5709 | PR Rakovecké stráně a údolí bledulí | PR  | Rakovecké stráně a údolí bledulí | 112,7612     | Kategorie „Rakovecké stráně a údolí bledulí“ na Wikimedia Commons                 | Geomorfologický útvar, významný krajinný fenomén a výjimečný ekotop této rezervace, reprezentovaný jednak zachovalými přírodě blízkými společenstvy starých převážně listnatých lesů, poskytujících zázemí celé řadě vzácných druhů živočichů a rostlin | 49°18′19″ s. š., 16°49′27″ v. d. |
|      |                                     | PřP | Rakovecké údolí                  | 1 120        | Kategorie „Rakovecké údolí“ na Wikimedia Commons                                  | | 49°18′23″ s. š., 16°50′13″ v. d. |
| 1487 | Rašovický zlom - Chobot             | PR  | Rašovický zlom - Chobot          | 19,14        | Kategorie „Rašovický zlom - Chobot“ na Wikimedia Commons                          | Ostrůvek společenstev teplomilné květeny | 49°7′38″ s. š., 16°55′52″ v. d.  |
| 1483 | PP Roviny                           | PP  | Roviny                           | 7,78         | Kategorie „Roviny (natural monument)“ na Wikimedia Commons                        | Lokalita teplomilné květeny | 49°9′17″ s. š., 17°3′14″ v. d.   |
| 1484 | Pohled ze západu                    | PP  | Roznitál                         | 0,98         | Kategorie „Roznitál“ na Wikimedia Commons                                         | Ostrůvek teplomilné květeny | 49°15′12″ s. š., 17°6′35″ v. d.  |
|      | Vodní nádrž Hádek                   | PřP | Říčky                            | 3 005        |                                                                                   | | 49°14′43″ s. š., 16°44′58″ v. d. |
| 411  | Stepní stráň u Komořan              | PP  | Stepní stráň u Komořan           | 5,20         | Kategorie „Stepní stráň u Komořan“ na Wikimedia Commons                           | Lokalita stepní květeny a paleontologické naleziště | 49°11′49″ s. š., 16°55′33″ v. d. |
| 2148 | Studnické louky                     | PR  | Studnické louky                  | 3,45         | Kategorie „Studnické louky“ na Wikimedia Commons                                  | Zachování společenstev vlhkých eutrofních a mezofilních luk v údolí potoka | 49°22′29″ s. š., 16°51′55″ v. d. |
| 433  | Šévy                                | PR  | Šévy                             | 3,47         | Kategorie „Šévy“ na Wikimedia Commons                                             | Velmi bohatá lokalita stepní květeny | 49°8′12″ s. š., 16°58′27″ v. d.  |
| 1485 | PR Ve Žlebcách                      | PR  | Ve žlebcách                      | 25,89        |                                                                                   | Smíšené listnaté porosty s bohatým podrostem | 49°13′4″ s. š., 17°4′13″ v. d.   |
| 505  | národní přírodní rezervace Větrníky | NPR | Větrníky                         | 40,05        | Kategorie „Větrníky“ na Wikimedia Commons                                         | Rozlehlé stepní území s vynikajícími společenstvy | 49°11′48″ s. š., 16°58′50″ v. d. |
| 880  | Přírodní rezervace Visengrunty      | PR  | Visengrunty                      | 7,24         | Kategorie „Visengrunty“ na Wikimedia Commons                                      | Ostrůvek teplomilné květeny | 49°2′39″ s. š., 16°49′36″ v. d.  |
| 6254 |                                     | PP  | Volkramy                         | 7,17         | Název kategorie na Wikimedia Commons nebyl zadán                                  | Subpanonské stepní trávníky, širokolisté suché trávníky a na ně vázané ohrožené druhy živočichů a rostlin včetně koniklece velkokvětého | 49°10′38″ s. š., 16°55′47″ v. d. |
| 2149 | Přírodní rezervace Zouvalka         | PR  | Zouvalka                         | 3,55         | Kategorie „Zouvalka (přírodní rezervace)“ na Wikimedia Commons                    | Zachování fragmentů stepní vegetace typu Cirsio-Brachypodium pinanti | 49°14′58″ s. š., 17°1′5″ v. d.   |
|      | Západní okraj přírodního parku      | PřP | Ždánický les                     | 18 189       | Kategorie „Ždánický les“ na Wikimedia Commons                                     | | 49°5′4″ s. š., 16°54′35″ v. d.   |
| 1486 | Přírodní památka Žlíbek             | PP  | Žlíbek                           | 3,72         | Kategorie „Žlíbek (přírodní památka)“ na Wikimedia Commons                        | Pět izolovaných lokalit teplomilné květeny | 49°7′37″ s. š., 16°57′30″ v. d.  |

## Zrušená chráněná území
| Kód  | Obrázek         | Typ | Název           | Rozloha (ha) | Galerie Commons                                 | Popis území                                                            | Souřadnice                       |
| ---- | --------------- | --- | --------------- | ------------ | ----------------------------------------------- | ---------------------------------------------------------------------- | -------------------------------- |
| 1476 | Mechovkový útes | PP  | Mechovkový útes | 0,02         |                                                 | Vápencové bradlo, paleontologické naleziště (zrušeno k 1. červnu 2014) | 49°11′57″ s. š., 16°55′35″ v. d. |
| 1482 |                 | PP  | Přední Galašek  | 1,42         | Kategorie „Přední Galašek“ na Wikimedia Commons | Stráně s teplomilnými společenstvy (zrušeno k 1. lednu 2015)           | 49°9′44″ s. š., 17°8′18″ v. d.   |